# David Egydy
David Egydy (* 16. Februar 1983) ist ein tschechischer Bobfahrer, der als Anschieber aktiv ist.
Sein Debüt im Bob-Weltcup gab Egydy am 6. Dezember 2015 in Winterberg. Im Viererbob belegte er gemeinsam mit Pilot Jan Vrba, Jaroslav Kopřiva und Jan Šindelář den 20. Platz. Bei der Bob-Weltmeisterschaft 2016 in Innsbruck erreichte er im Team von Radek Matoušek, Kopřiva und Šindelář den 28. Rang im Viererbob. Am 8. Januar 2017 erreichte er als 17. in Altenberg sein bis dahin bestes Weltcupergebnis, das er bereits wenige Wochen später, am 29. Januar am Königssee, mit einem zehnten Platz übertreffen konnte. Beide Male war er als Anschieber von Jan Vrba angetreten. Bei der Bob-Weltmeisterschaft 2017 an gleicher Stelle wurde er mit Vrba, Dominik Suchý und Jakub Nosek 18. im Viererbob. Als Anschieber von Vrba nahm er gemeinsam mit Jan Stokláska und Suchý an den Olympischen Winterspielen 2018 im südkoreanischen Pyeongchang teil. Im Viererbob erreichte das Team den 24. Platz.